# Барбара Броколи
Барбара Дана Броколи (енгл. Barbara Dana Broccoli; Лос Анђелес, 18. јун 1960) јесте америчко-британска филмска продуценткиња, позната по свом раду на серији филмова о Џејмсу Бонду.

## Биографија
Барбара Броколи је рођена у Лос Анђелесу, као ћерка познатог филмског продуцента Алберта Р. Броколија и глумице Дејне Вилсон Броколи (рођена Дејна Натол). Удала се, а потом и развела од филмског продуцента Фредерика М. Золе (енгл. Frederick M. Zollo).
Била је ангажована од стране краљице Елизабете 2. као официр за безбедност британског краљевства 2008. године. Године 2014. била је изабрана за члана жирија на 64. берлинском интернационалном филмског фестивалу (енг. 64th Berlin International Film Festival).
Студирала је на Лојола Меримаунт универзитету у Лос Анђелесу (енгл. Loyola Marymount University) на одсеку за телевизијске комуникације и филмске слике.

## Каријера

### Франшиза Џејмс Бонда
Броколи је у Бонд франшизи почела са радом са својих 17 година, радећи у одељку за рекламирање филма Шпијун који ме је волео (енгл. The spy who loved me) из 1977. године. Неколико година касније, била је асистент директора на филму Хоботница (енгл. Octopussy) из 1983. године.
Њена највећа улога свакако била је као продуцент филмова Џејмс Бонд са Пирсом Броснаном (енг. Pierce Brosnan) и касније Данијелом Крејгом (енг. Daniel Craig).

### Chitty Chitty Bang Bang
Након смрти њеног оца 1996. године, Броколи је радила са лондонским позоришним продуцентом Мајклом Роузом (енгл. Michael Rose) на стварању сценског мјузикла "Chitty Chitty Bang Bang" прављеном по верзији музичког филма из 1968.
"Chitty Chitty Bang Bang" је касније пребачен на Бродвеј (енгл. Broadway), али је то била грешка, јер је одиграно само 319 представа.

### Ватрене кочије
Броколи је ко-продуцирала Ватрене кочије, сценску адаптацију истоименог филма. Касније је ко-финансирала филм и постала извршни продуцент.

### Остале сценске продукције:
- La Cava (2000)
- A Steady Rain (2007)
- Catwalk Confidential (2009)
- Once (2011)
- Strangers on a Train (2013)
- Love Letters (2014)
- Othello (2016)
- The Kid Stays in the Picture (2017)
- The Country Girls (2017)

## Филмографија

### Асистент режије
- Octopussy (1983)
- A View to a Kill (1985)

### Асистент продуцента
- The Living Daylights (1987)
- Licence to Kill (1989)

### Продуцент
- GoldenEye (1995)
- Tomorrow Never Dies (1997)
- The World Is Not Enough (1999)
- Die Another Day (2002)
- Casino Royale (2006)
- Quantum of Solace (2008)
- Skyfall (2012)
- Spectre (2015)
- Film Stars Don't Die in Liverpool (2017)
- The Rhythm Section (2020)
- No Time to Die (2020)